# Okręg Saint-Girons
Okręg Saint-Girons (fr. Arrondissement de Saint-Girons) – okręg w południowo-zachodniej Francji. Populacja wynosi 26 tysięcy.

## Podział administracyjny
W skład okręgu wchodzą następujące kantony:
- Castillon-en-Couserans,
- Massat,
- Oust,
- Saint-Girons,
- Saint-Lizier,
- Sainte-Croix-Volvestre.